# Jean-Jean Marcialis
Jean-Jean Marcialis (* 21. April 1937 in Ajaccio; † 4. Juli 2013 ebenda) war ein französischer Fußballspieler.

## Als Spieler im Verein

### Jugend und frühe Profizeit in Montpellier (1951–1964)
Der 180 Zentimeter große offensive Mittelfeldspieler Marcialis, der gelegentlich auch als Stürmer aufgeboten wurde, gehörte ab 1951 der Jugendabteilung des aus seiner Heimatstadt stammenden Klubs AC Ajaccio von der Insel Korsika an. Wenig später wurde er in die regionale Auswahl für unter 15-Jährige berufen und schaffte 1954 den Wechsel auf das französische Festland zum Erstligisten FC Sochaux, auch wenn er nicht den Sprung in dessen erste Mannschaft erreichte. Entsprechend kehrte er schon 1955 wieder zu Ajaccio zurück. In den Jahren 1957 und 1958 hatte er in Marseille an der französischen Südküste seinen Militärdienst zu leisten und trat anschließend nicht den Gang in die Heimat an, sondern entschied sich für den nahe Marseille angesiedelten Verein ES La Ciotat. Zu Beginn des Jahres 1959 wechselte er nach Ajaccio, wo er allerdings nicht wie zuvor für den AC spielte und stattdessen für den Lokalrivalen Gazélec FC Ajaccio auflief. Dabei offenbarte er sein Talent, sodass der damals 22-Jährige im Sommer 1959 vom Zweitligisten SO Montpellier unter Vertrag genommen wurde. Zunächst spielte er im Zweitligateam jedoch keine Rolle und bestritt erst in der Saison 1960/61 seine ersten Einsätze unter Profibedingungen. Am Ende der Spielzeit konnte er mit dem Gewinn der Zweitligameisterschaft gleich seinen ersten Titelgewinn auf nationaler Ebene verbuchen. Nach dem mit der Meisterschaft verbundenen Aufstieg in die oberste Spielklasse Frankreichs gelang ihm der Durchbruch und er wurde zum unumstrittenen Stammspieler auf der Position des Spielmachers, wenngleich ihm in dieser Zeit kaum eigene Treffer glückten. Dies änderte sich nach dem Wiederabstieg 1963, als ihm 1963/64 in der zweiten Liga neun Tore gelangen.

### Aufstieg mit Ajaccio und Duo mit Sansonetti (1965–1969)
Als der AC Ajaccio ab 1965 in der Zweitklassigkeit spielte, war Marcialis wieder Bestandteil der Mannschaft. Er war fest gesetzt in der ersten Elf und leistete mit seiner persönlichen Bestleistung von elf Toren in der Spielzeit 1966/67 seinen Beitrag dazu, dass er zum zweiten Mal Zweitligameister wurde und dass Ajaccio zum ersten Mal der Aufstieg in die höchste Liga gelang. In einer Partie gegen Red Star Paris hatte er mit zwei Vorlagen und einem eigenen Treffer dafür Sorge getragen, dass die Korsen bereits nach 25 Minuten mit 3:0 führten. Im selben Jahr wurde vom korsischen Rivalen SEC Bastia der Zweitligatorschützenkönig Étienne Sansonetti verpflichtet. Bald darauf entwickelten er und Marcialis sich zu einem bekannten Offensivduo, dass trotz der überlegten Art von Marcialis und der dagegen eher pulsiven Spielweise seines Partners gut harmonierte. Infolgedessen schoss das Team im Verlauf der Saison 1967/68 mit 59 Toren hinter der Meistermannschaft der AS Saint-Étienne die zweitmeisten der Liga und belegte als Aufsteiger Rang neun in der Tabelle. Während er meist der Vorbereiter gewesen war, wurde Sansonetti dank seiner 26 Treffer bester Torschütze der ersten Liga. 1969 konnte der Abstieg knapp abgewendet werden, doch sowohl Marcialis als auch Sansonetti verließen den Verein und beendeten somit die zwei Saisons andauernde Zeit ihres als legendär geltenden Duos.

### Letzte Jahre (1969–1972)
Für Marcialis ging es 1969 zum inzwischen zweitklassig antretenden Stadtrivalen Gazélec FC, dessen Trikot er bereits zehn Jahre zuvor kurzzeitig getragen hatte. Es folgten zwei Saisons, in denen er meist gesetzt war und sich mit seinem Team im Tabellenmittelfeld wiederfand. 1971 zog es ihn ein weiteres Mal zurück zum immer noch in der ersten Liga spielenden AC Ajaccio. Er besaß in der Mannschaft allerdings keine Perspektive und kam nur noch zu einem Einsatz, ehe er 1972 mit 35 Jahren nach 104 Erstligapartien mit 13 Toren sowie 144 Zweitligapartien mit 45 Toren seine Profilaufbahn. Sein Sohn Louis Marcialis (* 1961) startete einige Jahre später seine eigene Karriere. Jean-Jean Marcialis übernahm keine weitere Funktion im Fußball und starb 2013 im Alter von 76 Jahren.

## Nationalmannschaft
Zwar kam Marcialis nie zu einer Berufung in die Französische Nationalelf, doch lief er für die inoffiziell antretende Auswahl seiner Heimatinsel Korsika auf. Für diese kam er im Februar 1962 bei einem 1:0-Sieg gegen die Vereinsmannschaft OGC Nizza zu seinem Debüt. Er stand ebenfalls auf dem Platz, als diese in einem ihrer ersten Länderspiele der französischen Mannschaft gegenübertrat. Die Begegnung wurde am 28. Februar 1967 vor rund 12.000 Zuschauern in Marseille ausgetragen und gehörte einer korsischen Offensivabteilung an, die bereits in der zweiten Spielminute das 1:0 erzielen konnte. Das Spiel endete mit 2:0 und galt als besonderer Achtungserfolg für die Korsen. Am 18. April 1970 lief er bei einer 1:5-Niederlage gegen die von der Insel stammende Klubmannschaft des SEC Bastia zum vierten und letzten Mal für das Team auf.